# Reginald Kernan
Reginald Kernan (Savannah, 24 ottobre 1914 – Parigi, 17 aprile 1983) è stato un attore cinematografico statunitense.

## Filmografia
- I cattivi colpi (Les mauvais coups), regia di François Leterrier (1961)
- Il mio amore è scritto sul vento (Pecado de amor), regia di Luis César Amadori (1961)
- L'isola di Arturo, regia di Damiano Damiani (1962)
- 100.000 dollari al sole (Cent mille dollars au soleil), regia di Henri Verneuil (1964)